# Narcís Oller

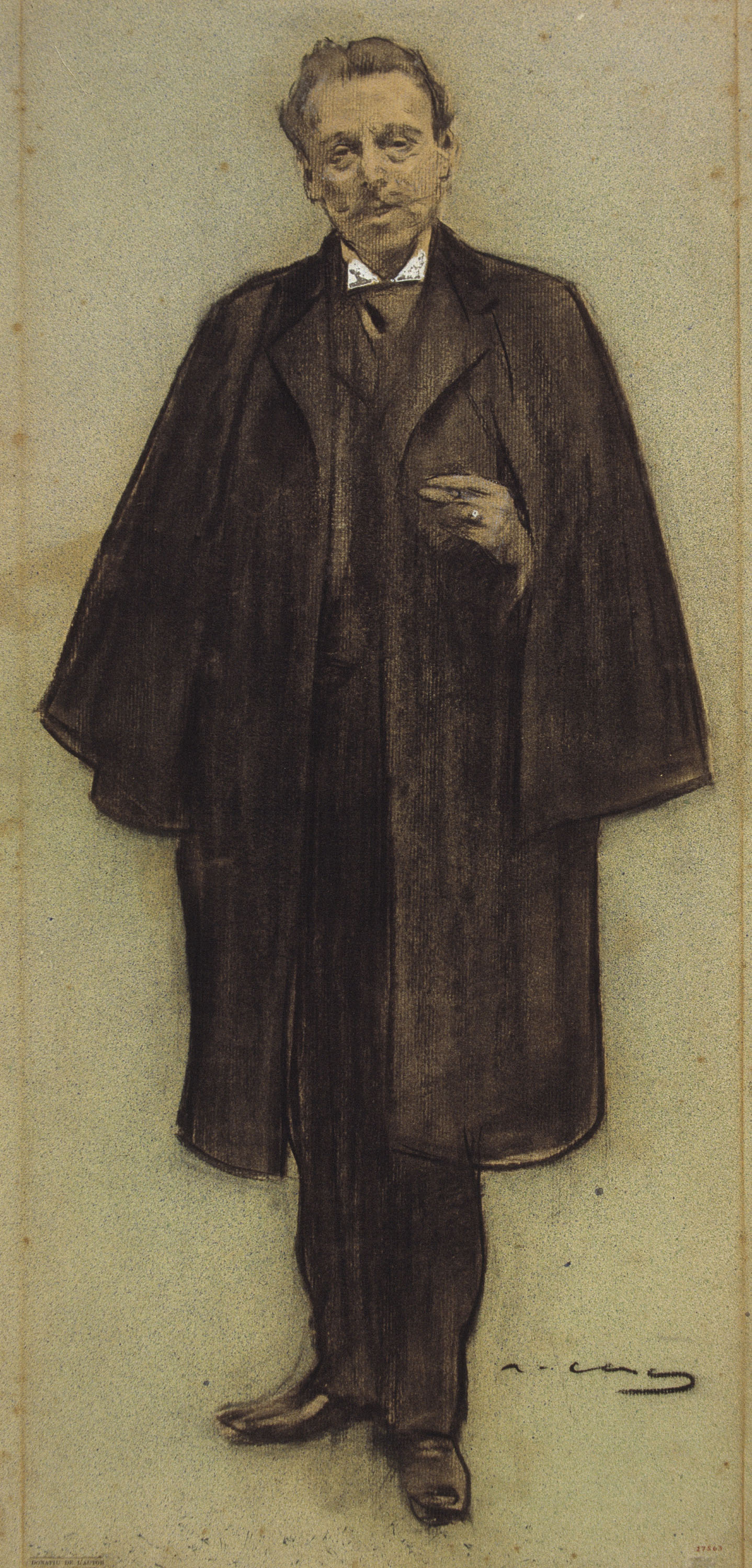
Narcís Oller, Ramon Casas (MNAC).

Narcís Oller (1846 – 1930) a fost un scriitor spaniol de limba catalană.